# مؤسسه نظامی ویرجینیا
مؤسسه نظامی ویرجینیا (انگلیسی: Virginia Military Institute) یک کالج ارشد نظامی دولتی در لکسینگتون، ویرجینیا، ایالات متحده است. این کالج در سال ۱۸۳۹ به‌عنوان اولین کالج نظامی ایالتی آمریکا تأسیس شد و قدیمی‌ترین کالج ارشد نظامی دولتی در ایالات متحده است. مؤسسه نظامی ویرجینیا مطابق با اصول تأسیس خود و برخلاف سایر کالج‌های ارشد نظامی در ایالات متحده، فقط دانشجویان افسری را ثبت‌نام می‌کند و منحصراً مدرک کارشناسی اعطا می‌نماید. این مؤسسه در ۱۴ رشته مهندسی، علوم و هنرهای آزاد مدرک اعطا می‌کند.
در حالی که آبراهام لینکلن ابتدا مؤسسه نظامی ویرجینیا را به دلیل نقش آن در طول جنگ داخلی آمریکا «نقطه غربی جنوب» نامید، این لقب همچنان باقی مانده است زیرا مؤسسه نظامی ویرجینیا نسبت به هر دانشگاه دیگری در ایالات متحده، ژنرال‌های ارتش بیشتری تربیت کرده است. 
تقریباً ۶۵٪ از فارغ‌التحصیلان مؤسسه نظامی ویرجینیا پس از فارغ‌التحصیلی وارد نیروی زمینی ایالات متحده می‌شوند و این دانشگاه را به یکی از بزرگ‌ترین تربیت‌کنندگان افسران برای ارتش و سپاه تفنگداران دریایی ایالات متحده در هر سال تبدیل می‌کند.